# Give It All
Give It All è il singolo della band melodic hardcore Rise Against. Dura due minuti e 50 secondi.

## Video
Il video mostra la band che suona sul treno Chicago Transit Authority 'L' con un breve pogo, e calci di un gruppo di impiegati che fanno il turno notturno e fanno le loro varie attività. Includono le parti del corpo modificate in seguito ad una chirurgia plastica effettuata su di una modella di un manifesto, mettendo un adesivo su una gabbia di tigre ad un giardino zoologico con scritto "I'VE SPENT MY ENTIRE LIFE TRAPPED IN A CAGE" (Ho speso tutta la mia vita bloccato in una gabbia) e scrivono "42 grammi d'attacco di cuore" sul tabellone per le ordinazione del McDonald's che fa pubblicità al Big Mac. Verso la fine si vestono con gli abiti da ufficio e vanno a lavorare. Ma prima che finisca il video, uno degli impiegati attacca un adesivo uguale a quello messo sulla gabbia della tigre sulla porta del direttore capo dell'azienda in cui lavora.

## Formazione
- Tim McIlrath – voce, chitarra
- Chris Chasse - chitarra, voce secondaria
- Joe Principe – basso, voce secondaria
- Brandon Barnes – batteria

## Riferimenti
Give It All viene riprodotta come colonna sonora nei giochi Need for Speed: Underground 2, FlatOut 2, Rock Band 2, WWE WrestleMania 21 and MX vs. ATV Unleashed.
Viene posta anche nel popolare video "Urban Ninja".